# Genaro Alas Rodríguez

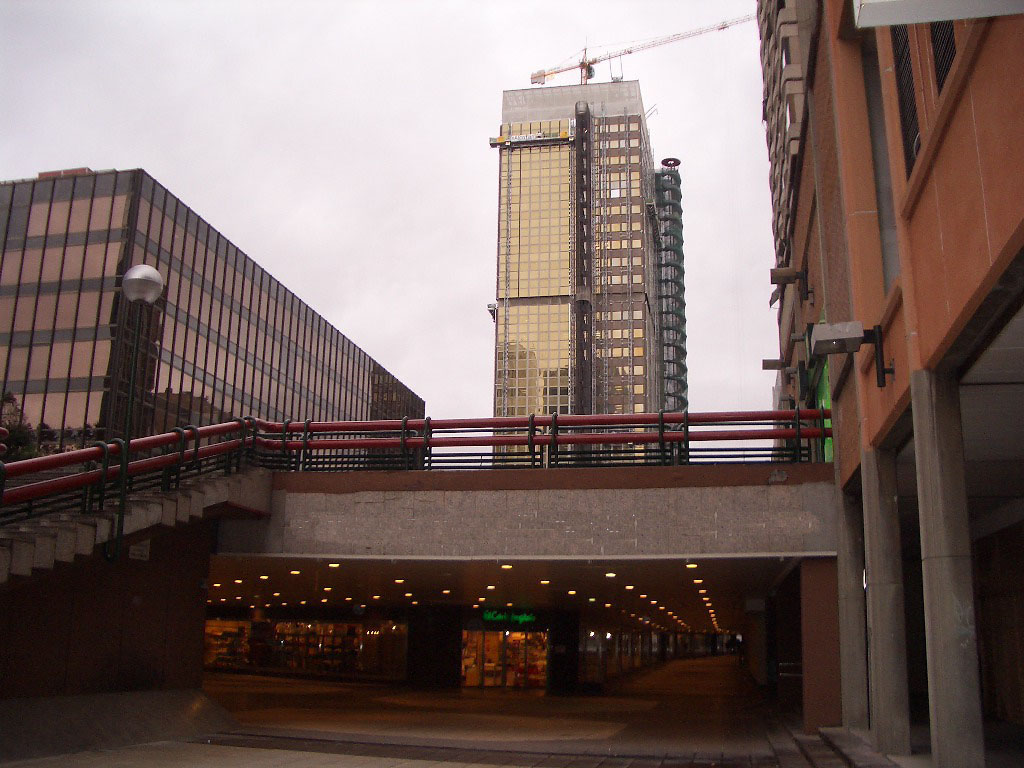
Vista de la Torre Windsor antes de su incendio.

Genaro Alas Rodríguez (Madrid, 29 de abril de 1926-Cáceres, 10 de febrero de 2021) fue un arquitecto español. Junto a Pedro Casariego, fue uno de los más destacados representantes de arquitectura española de la segunda mitad del siglo XX. Podrían encuadrarse dentro del eclecticismo.

## Biografía
Cursó estudios en la ETSAM de Madrid, donde se licenció en 1954. En 1954 fue designado arquitecto del Instituto Nacional de Colonización de Cáceres. En 1956 fue nombrado representante de la Dirección General de arquitectura en Extremadura.
En 1955, se unió profesionalmente a Pedro Casariego Hernández-Vaquero, creando "Alas y Casariego", un estudio común. En la década de 1960 viajó por Centroeuropa, como parte del comité español que analizaba la prefabricación.
Fue profesor de construcción en la E.T.S.A.M y se doctoró en 1966. A principios de la década de 1990, fue uno de los docentes del "Curso de Nuevas Tecnologías de Arquitectura", impartido por la Universidad de Santa María de la Rábida. 
En muchas ocasiones, en sus obras se oculta el estilo «moderno» que sucedió a la Guerra Civil, fundado en racionalismo constructivo. Sus proyectos tienen una solidez que muestra una disciplinada geometría.
Falleció en febrero de 2021 en Cáceres por complicaciones de la Covid 19.

## Obras
- Fábrica de Café Monky, en 1960.[4]
- Edificio Centro, en 1965.
- Edificio Trieste
- La Torre Windsor (1974-1979), ubicada en el complejo urbanístico Azca y consumida en un incendio ocurrido en el año 2005.
- Estación de Ferrocarriles y Centro Comercial en Tres Cantos en 1986, que constituye su obra más tecnológica; y toda la zona centro de Tres Cantos.
- Torre Picasso (Madrid)
- Urbanización Parque Ansaldo (Alicante)
- Conjunto de viviendas en la calle Sierra Elvira (Madrid)

Fuente: